# 양심적 군사비 납세 거부
양심적 군사비 납세 거부(Conscientious objection to military taxation)란 자신이 낸 세금이 군사비로 쓰이는 것에 반대해서 군사비만큼의 세금을 내는 것을 거부하는 것을 말한다. 특정한 군사비에 한해 그만큼의  세금을 내는 것을 거부하는 경우도 있다.

## 사례
- 미국의 유명 소설가 헨리 데이비드 소로는 멕시코-미국 전쟁이 자국(미국)이 일으킨 침략 전쟁이라고 판단해 인두세 납부를 거부하고 투옥되었다.

## 같이 보기
- 양심적 병역 거부
- 시민 불복종
- 조세 불응